# Glaucocharis penetrata
Glaucocharis penetrata là một loài bướm đêm trong họ Crambidae.